# Championnat des Îles Marshall de football
Le Championnat des Îles Marshall de football est une compétition mettant aux prises les meilleurs clubs de football aux Îles Marshall. Les clubs sont amateur et le championnat est composé de 23 clubs[réf. nécessaire].

## Clubs existants
- Calvary I
- Calvary II
- Duff's
- Hogan`s Heroes
- Kobeer
- Kwajalein FC
- Lady Doves
- Locals
- Majuro All Stars
- Play On
- Pupules
- Purple Peopel Eaters
- “Q.P.” Doves
- “Q.P.” Lady
- Queen Of Peace
- Shamrock Rovers
- Slow Motion
- Spartans I
- Spartans II
- Spartan Blues
- Spartans Red
- Spartans White
- Star Motion
- FC Swell

## Palmarès

### Championnat national
- 2000 : Kobeer[1]

### Championnat deKwajalein
- 1967 : Shamrock Rovers[2]
- 1998 (Division B) : Star Motion[3]
- 1999 (Division B) : Slow Motion[4]
- 2009 : FC Swell[5]
- 2011 : FC Swell[6]

La liste complète des champions :
- 1967 - Shamrock Rovers
- 1968-87 - non connu
- 1988 - Roi Hackers
- 1989-94 - non connu
- 1995 - Spartans (champion du printemps)
- 1996-98 - non connu
- 1999 - Kobeer and Locals (victoire partagée)
- 2000 - Locals
- 2001 - non connu
- 2002 - Kobeer
- 2003 - Fijian Connection
- 2004-05 - Fish
- 2006 - Spartans I
- 2007-08 - non connu
- 2009 - FC Swell
- 2010 - Spartans Varsity
- 2011 - FC Swell
- 2012 - Crush
- 2013 - FC Swollen [anciennement FC Swell]
- 2014 - Kwajalein FC
- 2015 - FC Swell
- 2016 - Kwajalein FC
- 2017 - non connu